# Ommatoiulus oxypygus
Ommatoiulus oxypygus är en mångfotingart som först beskrevs av Brandt 1841.  Ommatoiulus oxypygus ingår i släktet Ommatoiulus och familjen kejsardubbelfotingar. Inga underarter finns listade i Catalogue of Life.